# Ilmari Juutilainen
Eino Ilmari Juutilainen (ur. 21 lutego 1914, zm. 21 lutego 1999) – fiński as myśliwski z okresu wojny zimowej (1939-1940) i  tzw. wojny kontynuacyjnej (1941-1944).
Jest najskuteczniejszym fińskim pilotem myśliwskim w historii fińskiego lotnictwa, w 437 wylotach odniósł 94 zwycięstwa.

## Odznaczenia
- Krzyż Mannerheima II klasy – dwukrotnie (26 kwietnia 1942 i 28 czerwca 1944)
- Order Krzyża Wolności II Klasy
- Order Krzyża Wolności III Klasy z Mieczami
- Order Krzyża Wolności IV Klasy z Mieczami
- Medal Pamiątkowy Wojny 1941–1945
- Krzyż Żelazny I Klasy
- Krzyż Żelazny II Klasy